# Amtsbezirk Feldbach
Der Amtsbezirk Feldbach war zwischen 1853 und 1867 eine Verwaltungseinheit im Grazer Kreis in der Steiermark.
Der Amtsbezirk war der Kreisbehörde in Graz unterstellt und besorgte deren Amtsgeschäfte vor Ort. Die Zuständigkeit erstreckte sich neben Feldbach auf die Gemeinden Altenmarkt, Auersbach, Arbach, Breitenfeld, Dirnbach, Edelsbach, Erbersdorf, Fischa, Fladnitz, Gleichenberg, Gnas, Gniebing, Gossendorf, Grub, Haag, Kaag, Karbach, Kirchberg, Kollberg, Kornberg, Krennach, Krusdorf, Leitersdorf, Lembach, Lödersdorf, Maierdorf, Merkendorf, Mitter-Fladnitz, Muggendorf, Mühldorf, Oberdorf, Obergnas, Oberstorcha, Oed, Paldau, Persdorf, Poppendorf, Raabau, Ranning, Reith, Riegersburg, Rohr, Saatz, Schweinz, Stainz bei Straden, Studenzen, Sulzbach, Trautmannsdorf, Waldsberg, Walkersdorf, Weißenbach, Wilchemsdorf und Wörth.